# Retour à Zornhof
Retour à Zornhof est un roman de Gérard Oberlé publié le 1er septembre 2004 aux éditions Grasset et ayant reçu le prix des Deux Magots l'année suivante.

## Résumé
Le récit accompagne le parcours de Henri Schott (1945-2004), recueilli par ses grands-parents à Zornhof, à la mort de sa mère, quand il a dix ans, devenu écrivain, de retour dans son petit pays. Le narrateur évoque la haute vallée de la Zorn, une partie du plateau lorrain (est et sud-est mosellan), Saulnois et pays des étangs : Étang du Stock, Danne-et-Quatre-Vents, Langatte, Fénétrange, Sarrebourg, Saverne, Phalsbourg...

## Éditions
- Éditions Grasset, 2004  (ISBN 2-246-65211-1).